# Giovanni Battista Viotti

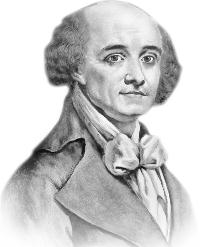
Viotti

Giovanni Battista Viotti (Fontanetto Po, 12 mei 1755 - Londen, 3 maart 1824) was een Italiaans violist, beroemd om zijn virtuositeit. De meeste van zijn composities hebben een prominente rol voor de viool.

## Leven
Hij was directeur van Franse en Italiaanse operagezelschappen in Parijs en Londen. In Londen was hij in 1797 tevens orkestdirecteur van het Kings Theatre, een positie die hij vervolgens snel moest opgeven omdat de Engelse regering twijfels had over zijn politieke activiteiten. Hij heeft Engeland toen moeten verlaten en vertrok naar Duitsland waar hij verbleef tot 1801. Daarna keerde hij terug naar Londen. Na een mislukte poging een wijnhandel te beginnen zocht hij zijn toevlucht wederom, en succesvol, in de muziek. Hij was een leerling van Gaetano Pugnani en reisde met hem naar Zwitserland, Dresden, Warschau en Rusland voor vioolconcerten. Ondanks zijn geringe aantal leerlingen was Viotti een invloedrijk componist. Hij was eigenaar van een Stradivarius die in 1709 gebouwd is.

## Werken
Zijn opvallendste werken zijn de 29 vioolconcerten die invloed hebben gehad op het werk van Ludwig van Beethoven. Zijn vioolconcert nr. 22 in a mineur wordt nog met grote regelmaat opgevoerd en is zeer bekend. Van de andere vioolconcerten zijn vele van vergelijkbare kwaliteit, maar ze worden nog zelden ten gehore gebracht. Viotti schreef verder veel kamermuziek, waaronder strijktrio's voor twee violen en cello, talrijke duo’s, trio’s en kwartetten. De strijktrio's op. 18 en 19 zijn de bekendste en worden regelmatig gespeeld. Hij schreef ook sonates, liederen en andere werken.
De muziekwetenschappersbeiden Remo Giazotto en Chappell White hebben biografieën van Viotti geschreven en zijn werken gecataligiseerd. Nummers bij Viotti’s werken verwijzen met een hoofdletter G of W naar hun nummeringen.
- 29 vioolconcerten, waarvan twee in de nalatenschap:
  - 1: C-Groot, 1782
  - 2: E-Groot, 1782
  - 3: A-Groot, Bln. 1781; met een nieuw gedeelte in 1782
  - 4: D-Groot, 1782
  - 5: C-Groot, 1782
  - 6: E-Groot, 1782
  - 7: B-Groot, ca. 1783–86
  - 8: D-Groot, ca. 1783–86
  - 9: A-Groot, ca. 1783–86
  - 10: B-Groot, ca. 1783–86
  - 11: A-Groot, 1787
  - 12: B-Groot, 1787–88
  - 13: A-Groot, 1788
  - 14: a-Klein, ca. 1788–89
  - 15: B-Groot, ca. 1788–89
  - 16: e-Klein, ca. 1789–90 (Mozart schreef voor het eerste en derde deel trompet- en paukenpartijen, KV470a)
  - 17: d-Klein, ca. 1790–91
  - 18: e-Klein, ca. 1790–93
  - 19: g-Klein, 1791; herzien door Viotti, 1818 (laatste van de Parijse concerten van Viotti)
  - 20: D-Groot, ca. 1792–95
  - 21: E-Groot, ca. 1792–97
  - 22: a-Klein, ca. 1803
  - 23: G-Groot, ca. 1793–94
  - 24: h-Klein, ca. 1793–97
  - 25: A-Groot, ca. 1795–96
  - 26: B-Groot, ca. 1793–97
  - 27: C-Groot, ca. 1794–96
  - 28: a-Klein, ca. 1803–12
  - 29: e-Klein, ca. 1801–17
- 2 concertante symfonieën voor twee violen en orkest
- 70 vioolsonates
- Tema con variazioni in C-Groot voor viool en orkest (voorloper van de Marseillaise)

- Bibsys: 2103301
- Biblioteca Nacional de España: XX1130707
- Bibliothèque nationale de France: cb12524531b (data)
- Catàleg d'autoritats de noms i títols de Catalunya: 981058522988406706
- CiNii: DA06836889
- Gemeinsame Normdatei: 119322366
- International Standard Name Identifier: 0000 0001 2319 722X
- Library of Congress Control Number: n81149945
- Nationale Bibliotheek van Letland: 000155299
- MusicBrainz: dada0453-44dd-43fa-a1c6-06d1e33b24af
- Bibliotheek van het Japanse parlement: 00527035
- Nationale Bibliotheek van Tsjechië: jn20000605441
- Nationale bibliotheek van Australië: 35425739
- Nationale Bibliotheek van Israël: 987007269572505171
- Nationale Bibliotheek van Polen: a0000002386277
- Nationale en Universitaire bibliotheek Zagreb: 000329166
- Nederlandse Thesaurus van Auteursnamen: 073456330
- Istituto Centrale per il Catalogo Unico: MUSV067634
- LIBRIS: 272383
- SNAC: w61v5gcc
- Système universitaire de documentation: 086157043
- Trove: 948247
- Virtual International Authority File: 2581364
- WorldCat: E39PBJfGXvrHgRqdgt9hyVF7pP